# Battalions of Fear
Battalions of Fear (с англ. — «Батальоны страха») — дебютный альбом немецкой пауэр-метал-группы Blind Guardian, выпущенный 18 мая 1988 года.

## Об альбоме
Battalions of Fear выполнен в стиле спид-метал. На альбоме присутствует ощутимое влияние ранних работ Helloween. Звучание достаточно «сырое»; здесь ещё не используются дополнительные эффекты, как на более поздних альбомах группы. Вокал Ханзи Кюрша хриплый и «надрывный», местами скриминг.

## Список композиций
1. Majesty (7:28)
2. Guardian of the Blind (5:09)
3. Trial by the Archon (1:41)
4. Wizard’s Crown (3:48)
5. Run for the Night (3:33)
6. The Martyr (6:14)
7. Battalions of Fear (6:06)
8. By the Gates of Moria (2:52)
9. Gandalf’s Rebirth (2:12)

## Песни
Majesty| Оценки критиков | Оценки критиков |
| Источник        | Оценка          |
| --------------- | --------------- |
| Sputnikmusic    | [1]             |
| Metal Storm     | 8.6/10[2]       |
| Rock Hard       | 9/10[3]         |
- Величество, о произведении Толкина, Властелин Колец

Guardian of the Blind
- Страж Слепца, о произведении Стивена Кинга, Оно

Trial by the Archon
- Суд над архонтом

Wizard’s Crown
- Корона чародея, об Алистере Кроули

The Martyr
- Мученик, о Иисусе Христе

Battalions of Fear
- Батальоны страха, критика политики президента США Рональда Рейгана

By the Gates of Moria
- К вратам Мории, музыка по мотивам симфонии №9 А. Дворжака.

Gandalf’s Rebirth
- Возрождение Гэндальфа

Инструментальные треки, посвященные произведению Толкина, Властелин Колец

## Участники записи
- Ханси Кюрш — вокал, бас-гитара;
- Андре Ольбрих — ведущая гитара и бэк-вокал;
- Маркус Зипен — ритм-гитара и бэк-вокал;
- Томен Стаух — ударные.